# Endeavour Mining
Endeavour Mining est une entreprise minière de droit canadien et dirigée depuis Londres, spécialisée dans l'exploitation minière en Afrique. Elle est en 2020 la première société productrice d'or d'Afrique de l'Ouest et dans les quinze premières dans le monde.

## Histoire
La société a été créée par une équipe dirigée par Neil Woodyer sous le nom d'Endeavour Financial en 1988, qui est à l'époque une banque d'affaires minière et une entreprise de conseil. Elle serait devenue Endeavour Mining en 2002 et surtout est devenue une société d'exploitation et de développement minier à partir de 2009.
Endeavour Mining a acquis Etruscan Resources (qui détenait la mine d'Agbaou en Côte d'Ivoire) en juin 2010.

### Accord capitalistique avec La Mancha Resources
L'histoire récente d'Endeavour Mining débute avec la prise de participation en 2015 de l'homme d'affaires égyptien Naguib Sawiris, qui devient actionnaire principal (30 %) à travers sa société La Mancha Resources. Cette société vers en parallèle 63 millions de US dollars et cède à Endeavour ses 55 % de participation dans la société d’Ity, qui exploite la mine d'or d'Ity en Côte d'Ivoire,.

### Achat de True Gold et d'Avnel Gold
Quelques mois après sa transaction sur l’or d’Ity, Endeavour parvient à racheter en mars 2016 la compagnie True Gold, qui détient la mine d’or de Karma au Burkina Faso et qui doit commencer à produire en avril (potentiel : 110 000 à 120 000 onces).
En juin 2017, Endeavour rachège Avnel Gold, qui détient 80 % dans le projet d’or de Kalana au Mali.

### Tentative de fusion avec Acacia Mining
Au début de l'année 2017, la tentative de fusion avec la compagnie britannique Acacia Mining qui possède plusieurs mines en exploitation et des actifs d’exploration en Afrique, échoue.

### Revente d'actifs
Endeavour Mining vend en 2018 sa mine ghanéenne Nzema puis quelques mois plus tard, à une filiale de BCM, sa mine malienne Tabakoto pour 60 millions $.

### Fusion stratégique avec Semafo
Après une première tentative de conclure une fusion avec Centamin, Semafo et Endeavour Mining annoncent quelques mois plus tard, le 23 mars 2020, leur accord définitif pour former un nouvel ensemble. Les actionnaires d’Endeavour détiendraient 70 % de cette nouvelle entité, qui garde le nom d'Endeavour, et parmi eux La Mancha, jusque-là premier actionnaire d’Endeavour (31 % des parts), posséderait désormais 25 % du capital du nouveau groupe constitué.
Pour ce faire,  Endeavour fait l'acquisition de tous les titres émis et en circulation de SEMAFO au moyen d’un plan d'arrangement en vertu de la Loi sur les sociétés par actions québécoise. L'opération s'élève à 640 millions d’euros.
Cette transaction permet de créer le plus gros producteur d'or en Afrique de l'Ouest avec six mines, et notamment le plus gros au Burkina Faso. A cet égard, cette fusion fait aussi d'Endeavour le premier employeur privé au Burkina Faso.

### Acquisition de Teranga Gold
En novembre 2020, Endeavour Mining annonce l'acquisition de Teranga Gold pour 2 milliards de dollars US, ce qui lui permet de mettre la main sur la mine de Sabodala-Massawa au Sénégal et de Wahgnion au Burkina Faso.
Il devient le premier groupe aurifère en Afrique de l'Ouest et l'un des dix plus gros producteurs d'or mondiaux avec une capacité de production avoisinant 1,5 million d'onces produites par an,.

## Gouvernance
Le groupe est coté à Toronto et dirigé depuis Londres.
Sébastien de Montessus a été nommé Président-directeur général en 2016, succédant à Neil Woodyer. En janvier 2024, il est licencié, et Ian Cockerill lui succède au poste de Président-directeur général,,. 

## Production
La production s'élève à 500 000 onces d’or issus de quatre mines en Afrique de l’Ouest (Agbaou en Côte d’Ivoire, Youga au Burkina Faso, Nzema au Ghana, Tabakoto au Mali) en 2015.
La production s'élève à 651 000 onces en 2019.
Elle est en 2020 la première société productrice d'or d'Afrique de l'Ouest et dans les quinze premières dans le monde.

## Mines
En 2016, il rachète la participation, à hauteur de 90 %, du canadien True Gold Mining dans la mine d’or de Karma, au Burkina Faso.
En 2019, la mine d’Ity en Côte d’Ivoire rentre en production. Les réserves sont estimées à 2,9 millions d’onces.
Les mines d"or actuelles sont :
- Sénégal : Sabodala-Massawa
- Côte d'Ivoire : Ity, qui est l'un des principaux actifs de la société[2]
- Burkina Faso :
  - Wahgnion
  - Houndé, entrée en production en octobre 2017[2]
  - Mana (ex-Semafo) à l'ouest,
  - Boungou (ex-Semafo) à l'est. Le 6 novembre 2019, à une époque où la mine était exploitée par Semafo, des hommes armés non identifiés ont tendu une embuscade à un convoi de cinq cars, escorté par des militaires et transportant des travailleurs de Boungou. L’attaque entraîné la mort de 38 employés et blessé une soixantaine[13].

### Anciennes mines
Il détient Kalana, autour de Tabakoto au Mali.
Il détient la mine de Ségala au Mali (dont l'Etat malien possède 20 %).